# Nadine Ballot
Nadine Ballot (née en 1941) est une actrice française, connue pour avoir joué plusieurs rôles dans des films de Jean Rouch entre 1958 et 1964.

## Biographie
Nadine Ballot naît en 1941. Son père occupant un poste d'employé de banque en expatriation, elle vit en Afrique de l'Ouest à partir de l'âge de quatre ans. 
En 1958, à dix-sept ans, elle est scolarisée au lycée d'Abidjan en Côte d'Ivoire lorsqu'elle rencontre Jean Rouch chez Jean-Luc Tournier, directeur de l'Institut français d'Afrique noire (IFAN),. Elle discute à cette occasion des bons rapports entre élèves noirs et blancs au lycée, mais aussi de leur absence de fréquentation en-dehors des cours, donnant à Jean Rouch l'idée de réaliser le film La Pyramide humaine. Le tournage a lieu à l'été 1959. Nadine Ballot joue dans ce film l'un des personnages principaux.
Elle étudie ensuite à Paris. À partir de mai 1960, elle participe au tournage de Chronique d'un été où elle apparaît notamment aux côtés de Marceline Loridan pour interroger des badauds dans les rues de Paris et leur poser la question « Êtes-vous heureux ? ». Le tournage, qui dure jusqu'à la fin de l'été, lui permet de nouer une amitié durable avec Marceline Loridan et Edgar Morin. À l'automne 1960, Jean Rouch en fait le personnage principal de son film La Punition, également tourné dans la logique du cinéma-vérité : les situations sont mises en scène, mais les dialogues sont improvisés,.
À la même époque, elle est contactée par François Truffaut qui lui propose un bref rôle de figuration dans Tirez sur le pianiste, qu'elle accepte. Elle interprète une serveuse dans une scène avec Charles Aznavour. Après avoir regardé des rushes de Jean Rouch où apparait Nadine Ballot, Jean-Luc Godard lui propose également de tenir un rôle dans le projet qui deviendra À bout de souffle mais Nadine Ballot refuse, préférant passer son baccalauréat et n'ayant pas le souhait de devenir actrice professionnelle.
En octobre 1963, elle se trouve à Abidjan pour une enquête statistique dans le cadre d'une thèse de troisième cycle et assiste Jean Rouch sur le tournage du film La Goumbé des jeunes noceurs tourné à Treichville.
Elle réapparaît devant la caméra de Jean Rouch en 1964 dans deux courts-métrages. Gare du Nord, qui constitue l'une des séquences du long-métrage Paris vu par…, est tourné à Paris dans l'appartement où elle réside, situé entre les gares du Nord et de l'Est, ainsi que dans les rues adjacentes. Elle y donne la réplique à Barbet Schroeder puis à Gilles Quéant dans un style toujours inspiré du cinéma-vérité malgré une intrigue entièrement scénarisée. Le second et dernier court-métrage auquel elle participe, Les Veuves de quinze ans, constitue l'une des séquences du film Les adolescentes. Le film est tourné dans le 16ème arrondissement de Paris ; il s'agit d'une fiction mettant en scène la jeunesse bourgeoise parisienne.
En 1965, elle épouse Étienne Becker, directeur de la photographie présent sur le tournage de Gare du Nord.
Elle apparaît par la suite dans des documentaires relatifs au travail de Jean Rouch, notamment À propos d'un été (2012).

## Filmographie
- 1959 : La Pyramide humaine
- 1960 : Chronique d'un été
- 1960 : La punition
- 1964 : Paris vu par... : Gare du Nord
- 1964 : Les Veuves de quinze ans